# Knauf (Orgelbauer)

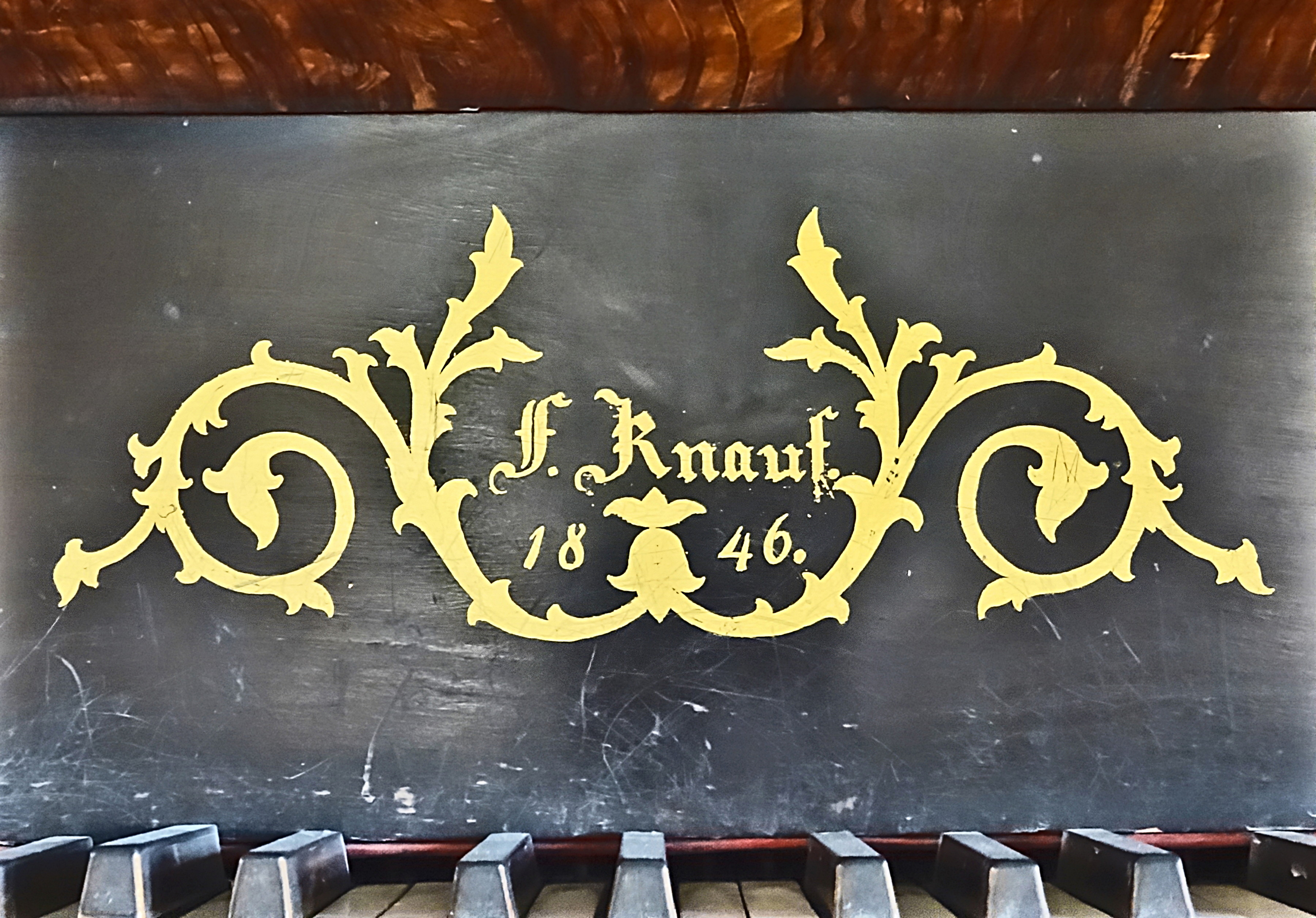
Firmen-Logo von Friedrich Knauf

Knauf ist der Familienname einer deutschen Orgelbauerfamilie, die von 1789 bis 1904 über vier Generationen in Thüringen und dem südlichen Westfalen Orgeln baute. Die Knaufs gehörten im 19. Jahrhundert zu den produktivsten Orgelbauern in Thüringen; ihr Œuvre umfasst mehr als 300 Orgeln.

## Geschichte / Biografien

### Johann Valentin Knauf
Johann Valentin Knauf wurde am 6. Februar 1762 in Großtabarz geboren und starb am 1. Dezember 1847 ebendort. Ab 1789 besaß er ein Orgelbau-Privileg. Seine Tätigkeit als Orgelbauer ist von 1794 bis 1835 nachweisbar. Er war vermutlich Lehrling von Johann Michael Hesse. Sein Vater war der Dielenschneider (Schreiner) Heinrich Knauf (* 25. Januar 1723; † 26. März 1802) und sein Großvater Hans Knauf, beide lebten in Großtabarz. Söhne von Valentin Knauf waren die Orgelbauer Friedrich und Gottlieb Knauf.

### Großtabarzer und Gothaer Knauf-Zweig

#### Friedrich Christian Knauf
Friedrich Christian Knauf wurde am 1. Juni 1802 in Großtabarz geboren und starb am 2. Januar 1883 in Gotha. Seine Orgelbauertätigkeit ist ab 1832 in der väterlichen Werkstatt in Großtabarz nachweisbar. Ab 1855 bis 1877 war er zusammen mit seinem Sohn Guido Knauf Inhaber der Firma Friedrich Knauf & Sohn. Die Werkstatt der Firma befand sich erst in Großtabarz. 1870 wurde sie nach Gotha verlegt.

#### Guido Knauf
Theodor Paul Friedrich Ernst Guido Knauf wurde am 16. September 1834 in Großtabarz geboren und starb um 1912. Er war ab 1855 Mitinhaber und ab 1878 bis 1900 Alleininhaber der Firma Friedrich Knauf & Sohn. Am 1. Juni 1900 übergab er die Werkstatt an Hugo Böhm. Nach der Werkstattübergabe war er als Mitarbeiter von Hugo Böhm noch einige Jahre tätig.

### Bleicheroder Knauf-Zweig

#### Gottlieb Knauf
Johann Gottlieb Knauf wurde am 28. Dezember 1810 in Großtabarz geboren und starb am 15. September 1872 in Bleicherode. Von 1833 bis 1839 war er Mitarbeiter seines Bruders Friedrich. Nach dem Neubau in Bleicherode ließ sich Gottlieb in Bleicherode nieder und heirate dort, um sich als preußischer Staatsbürger zu etablieren. Friedrich und Gottlieb tauschten weiterhin Ideen aus. Ab 1868 bis zu seinem Tod war er neben seinem Sohn Robert Knauf Mitinhaber der Firma Gottlieb Knauf & Sohn.

#### Robert Knauf

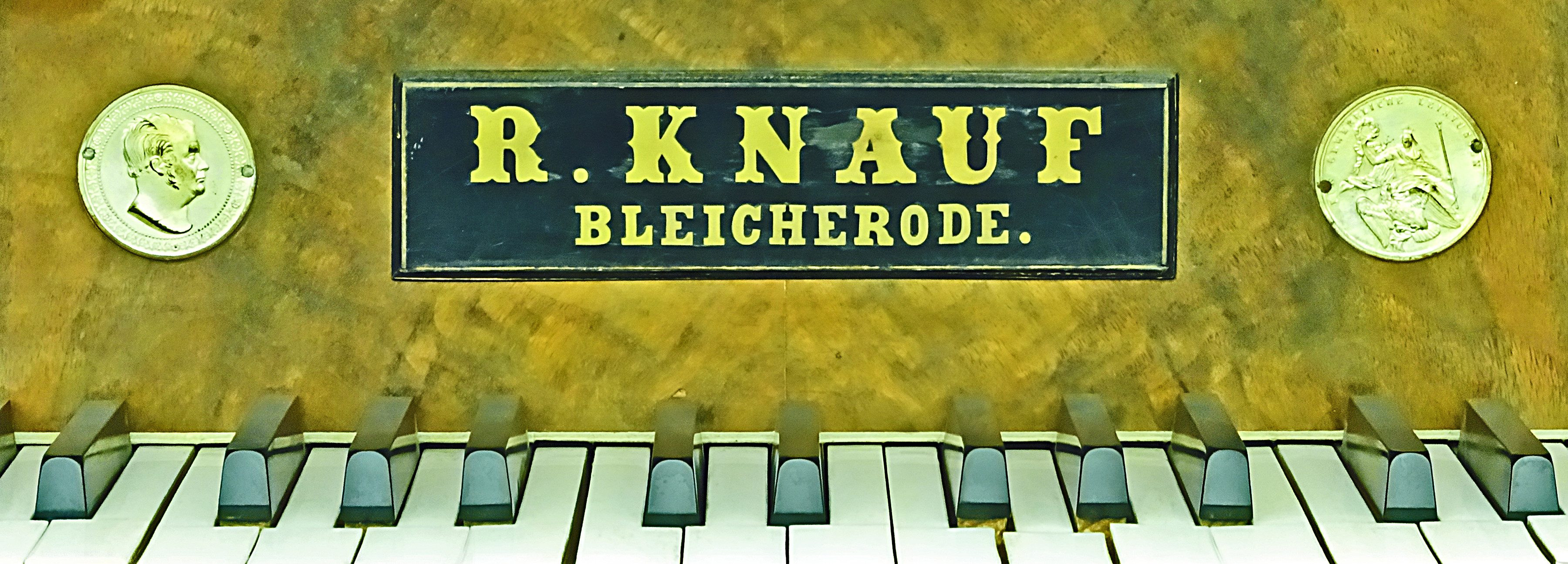
Firmenplakette Robert Knauf

August Friedrich Robert Knauf wurde am 31. Mai 1839 in Bleicherode geboren und starb am 11. März 1900 ebendort.
Ab 1858 war er Mitarbeiter seines Vaters und ab 1868 Teilhaber der Firma Gottlieb Knauf & Sohn. Ab 1872 führe er die Firma alleine.

#### Ernst Knauf
Ernst Gottlieb Adalbert Knauf wurde am 28. September 1869 in Bleicherode geboren und starb am 24. November 1904 ebendort. Seine Lehre absolvierte er in der Schweiz vermutlich unter anderem in Luzern bei Friedrich Goll. Ernst führte den Bau von pneumatischen Trakturen ein, den er in der Schweiz gelernt hatte. Seit 1890 arbeitete er im väterlichen Betrieb und ab 1893 war er Mitinhaber der Firma Robert Knauf & Sohn.

#### Nachfolger
Kurz vor seinem Tod hatte Ernst Knauf den Orgelbauer Friedrich Johnsen aus Humptrup in Nordfriesland als Gesellschafter gewonnen. Dieser wurde nunmehr Alleininhaber der Firma, ging mit ihr aber schon 1908 in Konkurs. Der bis dahin bei Knauf und Johnsen tätige Orgelbauer Jakob Kießling gründete daraufhin 1910 mit seinen Söhnen Georg und Ernst eine eigene Firma, Kießling & Sohn, die bis 1939 in Bleicherode bestand und viele Knauf-Orgeln in Pflege hatte. Kießling & Sohn musste 1939 Insolvenz anmelden. Die Werkstatt wurde von Gebr. Krell aus Duderstadt übernommen.

## Werkliste (Auswahl)
Ein großes „P“ steht für ein selbstständiges Pedal, ein kleines „p“ für ein angehängtes Pedal. Eine Kursivierung zeigt an, dass die betreffende Orgel nicht mehr erhalten ist oder lediglich noch der Prospekt aus der Werkstatt stammt.
Nicht immer lassen sich die Werke mit Sicherheit einer bestimmten Generation zuordnen, da die Übergänge von Vätern zu Söhnen oft fließend sind und Brüder oft Zeitgleich in derselben Werkstatt gearbeitet haben. Zum Teil kann es deshalb zu differenzierenden Zuordnungen je nach Quelle kommen.

### Johann Valentin Knauf
| Jahr      | Ort             | Gebäude              | Bild | Manuale | Register | Bemerkungen                                                     |
| --------- | --------------- | -------------------- | ---- | ------- | -------- | --------------------------------------------------------------- |
| nach 1800 | Teutleben       | St. Michaelis        |      | II/P    | 16       | Umbau der Orgel aus dem 17. Jahrhundert                         |
| nach 1800 | Fischbach       | St. Jacobus          |      | II/P    | 13       | Neubau                                                          |
| 1816      | Bufleben        | St. Cyriakus         |      | II/P    | 22       | Neubau                                                          |
| 1822      | Wolfsbehringen  | St. Laurentius       |      | II/P    | 22       | Neubau                                                          |
| 1823      | Großenbehringen | Martin-Luther-Kirche |      |         |          | Neubau, 1847 durch Neubau von Friedrich Christian Knauf ersetzt |
| 1823      | Wipperoda       | St. Wigbert          |      | I/P     | 8        | Neubau                                                          |
| 1824      | Rödichen        | St. Peter und Paul   |      | II/P    | 17       | Neubau                                                          |
| 1825      | Cabarz          | Evangelische Kirche  |      | II/P    | 25       | Neubau                                                          |
| 1827      | Oesterbehringen | Christuskirche       |      | II/P    | 25       | Neubau, 1996–2002 restauriert von Orgelbau Waltershausen        |
| 1831      | Friemar         | St. Veit             |      | II/P    | 31       | Neubau, zusammen mit Christian Friedrich Knauf                  |

### Friedrich Christian Knauf
| Jahr     | Ort                   | Gebäude                   | Bild | Manuale | Register | Bemerkungen                                                                     |
| -------- | --------------------- | ------------------------- | ---- | ------- | -------- | ------------------------------------------------------------------------------- |
| 1831     | Friemar               | St. Veit                  |      | II/P    | 31       | Neubau, zusammen mit Johann Valentin Knauf und Johann Gottlieb Knauf            |
| 1833     | Apfelstädt            | St. Walpurgis             |      | II/P    | 31       | Neubau, zusammen mit Johann Gottlieb Knauf                                      |
| 1833     | Klettenberg           | St. Georgii               |      | II/P    | 17       | Neubau, zusammen mit Johann Gottlieb Knauf                                      |
| vor 1835 | Solz                  | Ev. Kirche                |      | I/P     | 13       | Neubau                                                                          |
| 1835     | Liebenrode            | St. Petrus                |      |         |          | Neubau, nur Gehäuse erhalten, zusammen mit Johann Gottlieb Knauf                |
| 1835     | Holbach               | St. Bartholomäus          |      | I/P     | 9        | Neubau, zusammen mit Johann Gottlieb Knauf                                      |
| 1836     | Berka vor dem Hainich | St. Georg                 |      | II/P    | 21       | Neubau, vermutlich unter Mitarbeit von Johann Valentin Knauf                    |
| 1837     | Großlohra             | Burgkapelle               |      | I/P     | 6        | Neubau                                                                          |
| 1838     | Bleicherode           | St. Marien                |      | II/P    | 25       | Neubau                                                                          |
| 1839     | Frankenhain           | St. Leonhard              |      | II/P    | 28       | Neubau                                                                          |
| 1840     | Duderstadt            | St. Servatius             |      | III/P   | 42       | Neubau                                                                          |
| 1841     | Westhausen            | Evangelische Kirche       |      | II/P    | 19       | Neubau                                                                          |
| 1841     | Seulingen             | St. Johannes Baptist      |      | II/P    | 17       | Neubau                                                                          |
| 1841     | Urbach                | St. Johannis              |      | II/P    | 18       | Neubau                                                                          |
| 1842     | Kaisershagen          | St. Gotthardi             |      | I/P     | 11       | Neubau                                                                          |
| 1843     | Großbrüchter          | St. Spiritus              |      | II/P    | 19       | Neubau                                                                          |
| 1844     | Marbach               | St. Gotthardt             |      | II/P    | 17       | Neubau, originale Disposition nicht mehr erhalten                               |
| 1844     | Eichenberg            | Evangelische Kirche       |      | II/P    | 16       | Neubau                                                                          |
| 1844     | Tiefenort             | St. Peter                 |      | II/P    | 21       | Neubau, 2011–2014 Restaurierung durch Hoffmann und Schindler                    |
| 1845     | Ebenheim              | St. Maria                 |      | II/P    | 16       | Neubau                                                                          |
| 1845     | Duderstadt            | Ursulinenkloster          |      | II/P    | 15       | Neubau                                                                          |
| um 1845  | Engelsbach            | Christophoruskapelle      |      | I/P     | 6        | Neubau                                                                          |
| 1846     | Gierstädt             | St. Bonifatius            |      | II/P    | 25       | Neubau → Orgel                                                                  |
| 1846     | Haina                 | St. Johannes              |      | II/P    | 17       | Neubau                                                                          |
| 1847     | Burla                 | Ev. Kirche                |      | I/P     | 7        | Neubau                                                                          |
| 1847     | Großenbehringen       | Martin-Luther-Kirche      |      | II/P    | 25       | Neubau                                                                          |
| 1847     | Cobstädt              | Martin-Luther-Kirche      |      | II/P    | 12       | Neubau                                                                          |
| 1848     | Geisa                 | St. Philippus und Jakobus |      | III/P   | 29       | Neubau                                                                          |
| 1848     | Uelleben              | Johanneskirche            |      | II/P    | 20       | Neubau                                                                          |
| 1850     | Großbodungen          | St. Petrus                |      | II/P    | 16       | Neubau von Johann Gottlieb Knauf, umdisponiert von Fritz Haßkarl (1952 II/P 17) |
| 1850     | Schönau vor dem Walde | St. Georg                 |      | II/P    | 21       | Neubau                                                                          |
| 1851     | Reichenbach           | Evangelische Kirche       |      | I/P     | 12       | Neubau                                                                          |
| 1851     | Polch                 |                           |      |         |          | Neubau                                                                          |
| 1851     | Schmerbach            | Christuskirche            |      | II/P    | 16       | Neubau                                                                          |
| 1853     | Sättelstädt           | St. Johannes              |      | II/P    | 20       | Neubau                                                                          |
| 1854     | Kleinschmalkalden     | Gothaer Kirche            |      | II/P    | 18       | Neubau                                                                          |

### Friedrich Knauf & Sohn
| Jahr     | Ort               | Gebäude             | Bild | Manuale | Register | Bemerkungen                                                             |
| -------- | ----------------- | ------------------- | ---- | ------- | -------- | ----------------------------------------------------------------------- |
| um 1850  | Petriroda         | St. Salvator        |      | II/P    | 12       | Neubau                                                                  |
| vor 1855 | Maria Laach       | Klosterkirche       |      | II/P    | 23       | Neubau, 1855 umgesetzt nach St. Pankratius, Kaisersesch                 |
| 1855     | Müllenbach        | St. Hubertus        |      | II/P    | 19       | Neubau                                                                  |
| um 1855  | Geisa             | Ev. Kirche          |      | II/P    | 10       | Neubau                                                                  |
| 1856     | Gotha             | Schlosskirche       |      | II/P    | 28       | Neubau → Orgel                                                          |
| 1856     | Günthersleben     | St. Petri           |      | II/P    | 19       | Neubau                                                                  |
| 1856     | Winterstein       | St. Johannis        |      | II/P    | 18       | Neubau                                                                  |
| 1857     | Gehlberg          | Bergkirche          |      | I/P     | 11       | Neubau                                                                  |
| 1857     | Hausen            | St. Nikolai         |      | II/P    | 13       | Neubau                                                                  |
| 1857     | Wangenheim        | St. Trinitatis      |      | II/P    | 25       | Neubau                                                                  |
| 1858     | Ruhla             | St. Concordia       |      | II/P    | 31       | Neubau, 1911 durch Neubau von Jehmlich Orgelbau Dresden ersetzt → Orgel |
| 1858     | Schwarzhausen     | St. Peter und Paul  |      | II/P    | 20       | Neubau                                                                  |
| 1859     | Ruhla             | St. Trinitatis      |      | II/P    | 33       | Neubau → Orgel                                                          |
| 1859     | Rappin            | St. Andreas         |      | I/P     | 8        | Neubau                                                                  |
| 1860     | Friedrichswerth   | Gustaf-Adolf-Kirche |      | II/P    | 28       | Neubau                                                                  |
| 1861     | Gossel            | St. Marien          |      | II/P    | 21       | Neubau                                                                  |
| 1861     | Bittstädt         | St. Ägidius         |      | II/P    | 15       | Neubau                                                                  |
| 1861     | Bischofroda       | Ev. Kirche          |      |         |          | Neubau                                                                  |
| 1862     | Ingersleben       | St. Marien          |      | II/P    | 22       | Neubau                                                                  |
| 1863     | Freudenberg       | Ev. Kirche          |      | II/P    | 19       | Neubau                                                                  |
| 1863     | Geraberg          | St. Bartholomäus    |      | II/P    | 27       | Neubau                                                                  |
| 1863     | Schnepfenthal     | Salzmannschule      |      | II/P    | 10       | Neubau                                                                  |
| 1864     | Geismar           | St. Nikolaus        |      | II/P    | 15       | Neubau                                                                  |
| 1864     | Kleinfahner       | St. Veit            |      | II/P    | 25       | Neubau                                                                  |
| 1864     | Menden            | Heilig-Geist-Kirche |      | II/P    | 21       | Neubau, Gehäuse erhalten                                                |
| 1866     | Kõpu              |                     |      | I/P     | 8        | Neubau                                                                  |
| 1866     | Ketten            | St. Georg           |      | II/P    | 11       | Neubau                                                                  |
| 1868     | Eiserfeld         |                     |      | II/P    | 16       | Neubau                                                                  |
| 1869     | Erfurt            | Augustinerkirche    |      | II/P    | 22       | Neubau                                                                  |
| 1868     | Hohenbergen       | Ev. Kirche          |      |         |          | Neubau                                                                  |
| 1869     | Burg Greifenstein | Schlosskirche       |      | I/P     | 13       | Neubau                                                                  |
| 1869     | Kölschhausen      | Ev. Kirche          |      | II/P    | 14       | Neubau, Gehäuse erhalten                                                |
| 1870     | Erfurt            | St. Wigbert         |      | II/P    | 21       | Neubau                                                                  |

### Guido Knauf
| Jahr | Ort          | Gebäude             | Bild | Manuale | Register | Bemerkungen |
| ---- | ------------ | ------------------- | ---- | ------- | -------- | --- |
| 1873 | Mihla        | St. Martin          |      | II/P    | 22       | Neubau, Prospekt von Georg Christoph Stertzing; von 2008 bis 2010 durch Gerd-Christian Bochmann restauriert → Orgel |
| 1876 | Buttlar      | Mariä Geburt        |      | II/P    | 20       | Neubau |
| 1882 | Geschwenda   | St. Nikolai         |      | II/P    | 23       | Neubau |
| 1885 | Mehlis       | St. Maria Magdalena |      |         |          | Neubau; mehrfach umgebaut; heute II/P/30                                                                            |
| 1891 | Neuenkirchen | St. Maria Magdalena |      | II/P    | 12       | Neubau; mehrfach umgebaut → Orgel                                                                                   |
| 1895 | Schaprode    | St. Johannes        |      | II/P    | 12       | Neubau → Orgel |

### Gottlieb Knauf
| Jahr    | Ort               | Gebäude            | Bild | Manuale | Register | Bemerkungen |
| ------- | ----------------- | ------------------ | ---- | ------- | -------- | --- |
| 1843    | Wallrode          | St. Georg          |      | II/P    | 13       | Neubau |
| 1845    | Elende            | St. Marien         |      | I/P     | 7        | Neubau |
| 1850    | Kalteneber        | St. Nikolaus       |      | II/P    | 15       | Neubau, 1902 durch Neubau unter Wiederverwendung von Gehäuse und Großteil des Pfeifenwerks durch Louis Krell ersetzt |
| 1852    | Leimbach          | St. Martin         |      | II/P    | 19       | Neubau, größtes Werk von Gottlieb Knauf → Orgel |
| 1853    | Münchenlohra      | St. Gangolf        |      | I/P     | 10       | Neubau |
| 1854    | Jechaburg         | St. Petri          |      | II/P    | 13       | Neubau |
| 1857    | Niederspier       | St. Peter und Paul |      | II/P    | 16       | Neubau |
| 1858    | Wülfingerode      | St. Elisabeth      |      | II/P    | 16       | Neubau |
| um 1859 | Rehungen          | Ev. Kirche         |      | I/P     | 5        | Neubau |
| 1860    | Winningen         |                    |      |         |          | Wilhelm Söhnle (Halberstadt) nutzte wesentliche Teile der Winninger Knauf-Orgel für ein 1972 geweihtes Orgelwerk in der Winterkirche des Halberstädter Doms, welches er hinter einen modernen Prospekt von Fritz Leweke stellte und mit einigen Neuteilen ergänzte. Diese Knauf-/Söhnle-Orgel wurde 2001 durch einen Neubau, in dem einige Register aus ihr weiter genutzt werden, ersetzt. |
| 1862    | Keula             | St. Trinitatis     |      | II/P    | 18       | Neubau |
| 1864    | Zella             | St. Nikolaus       |      | I/P     | 9        | Neubau, 1900 von Louis Krell umgebaut und von Karl Brode & Sohn restauriert |
| 1867    | Pustleben         | St. Albani         |      | II/P    | 14       | Neubau |
| 1868    | Hildebrandshausen | Heilig Kreuz       |      |         |          | Neubau |

### Robert Knauf
| Jahr      | Ort                     | Gebäude             | Bild | Manuale | Register | Bemerkungen |
| --------- | ----------------------- | ------------------- | ---- | ------- | -------- | --- |
| 1877      | Oberholzklau            | Ev. Kirche          |      | II/P    | 13       | Neubau; 1910 vom Chor ins Westwerk umgesetzt, umdisponiert durch Walter Stutz; 1931 Umbau auf Taschenladen und Umdisponiert durch Paul Faust; 1988 Neubau in historischem Prospekt. |
| um 1884   | Silberborn              | St. Markus          |      | I/P     | 6        | Neubau |
| 1884      | Lengenfeld unterm Stein | St. Mariä Geburt    |      | II/P    | 25       | Neubau |
| 1887      | Berlin-Lichtenberg      | Baptisten           |      | I/P     | 7        | Aus Rieda (Petersberg); mechanische Kegellade; 1977 umdisponiert |
| 1887      | Hohegeiß                | Zur Himmelspforte   |      | II/P    | 12       | August Friedrich Robert Knauf |
| 1887      | Lintorf                 | Evangelische Kirche |      |         |          | [ 49 ] |
| nach 1888 | Vatterode               | Christuskirche      |      | I/P     | 7        | Robert Knauf |
| 1889      | Braunlage               | St. Trinitatis      |      | II/P    | 23       | Von Robert Knauf mit II/P 21 neugebaut, von Friedrich Weissenborn 1953 und 1969 überholt und modifiziert auf II/P 23                                                                |
| 1891      | Lühe                    | St. Ulrich          |      | I/P     | 6        | Aus unterschiedlichem Material zusammengestellt; pneumatische Traktur |

### Robert Knauf & Sohn
| Jahr    | Ort                  | Gebäude                     | Bild | Manuale | Register | Bemerkungen |
| ------- | -------------------- | --------------------------- | ---- | ------- | -------- | --- |
| 1891    | Wieda                | Lutherkirche                |      |         |          | Mechanische Schleifladen |
| 1891    | Kloster Michaelstein | Klosterkirche Sankt Michael |      | II/P    | 14       | Robert Knauf & Sohn, im historischen Gehäuse von 1775 |
| 1892    | Krimderode           | St. Nicolai                 |      | I/P     | 8        | Umbau der Vogt-Orgel, die 1874 für das Zollamthaus der katholischen Gemeinde in Wilnsdorf bei Siegen gebaut wurde, 1892 Überführung in das Kirchengebäude und aus Platzgründen Aufstellung ohne Prinzipalbass 8′ in Krimderode (I/P/7); 1960 durch Jehmlich umdisponiert |
| 1892    | Braunfels            | St. Anna                    |      |         |          | Robert Knauf, ursprünglich für St. Anna in Wilnsdorf, 1957 nach Braunfels verkauft und überführt |
| 1893    | Jestädt              | Evangelische Kirche         |      | II/P    | 13       | Bezeichnet am Spieltisch „R. Knauf Bleicherode“; 1981 umfassend renoviert |
| 1893    | Tanne                | Evangelische Kirche         |      | II/P    | 14       | Robert Knauf |
| 1894    | Breitenbach          | Evangelische Kirche         |      |         |          | Datierung am Orgelprospekt, Firmenname am Spieltisch |
| 1896    | Liederstädt          | Evangelische Kirche         |      | II/P    | 10       | Robert Knauf & Sohn, Op. 190, erhalten, aber unspielbar, Orgel |
| 1897    | Istha                | Evangelische Kirche         |      |         |          | 1980 ersetzt durch Neubau von Karl Lötzerich |
| 1897    | St. Ottilien         | Evangelische Kirche         |      |         |          | |
| 1898    | Bleicherode          | St. Marien                  |      | II/P    | 27       | Robert und Ernst Knauf, op. 197; erhalten und durch Brode restauriert Beitrag zur Orgel |
| 1898    | Tanna                | St. Andreas                 |      | II/P    | 25       | Prospekt erhalten, in den 1990er Jahren durch eine elektron. Ahlborn-Orgel ersetzt |
| 1899    | Niederdorla          | St. Johannes                |      | III/P   | 31       | Robert und Ernst Knauf, op. 205; Umbau der Orgel von Reubke und Sohn (1874) in eine pneumatische (Röhrenpneumatik mit Kegelladen und Zustrom) unter Verwendung von Pfeifenmaterial von Reubke; seitdem unverändert erhalten                                              |
| um 1900 | Schermcke            | St. Norbert                 |      | II/P    | 12       | Pneumatische Kegellade; 1990 überholt, Balg umgebaut |
| 1902    | Altenbrak            | Evangelische Kirche         |      | II/P    | 23       | Ernst Knauf; pneumatische Kegellade |
| 1906    | Kraja                | Evangelische Kirche         |      | I/P     | 6        | R. Knauf & Sohn, Inh. F. Johnsen & Co |